# 類聚歌合
類聚歌合（るいじゅううたあわせ）は、平安時代に行なわれていた歌会のひとつである、歌合（うたあわせ）の集成。歌合で詠まれた「題」と左右に分かれて和歌の優劣を競った歌人達の和歌と判詞の記録を類聚（るいじゅう）、集成したものであり、十巻本歌合、二十巻本歌合とも呼ばれる。

## 沿革
「十巻本歌合」は、9世紀末の『民部卿行平家歌合』から1056年（天喜4年）『皇后宮（寛子）歌合』に至る46度の歌合で10巻編成。編集は後冷泉天皇の在世中（1068年以前）に行われ、当時の関白・藤原頼通や源経信らが関与したとされる。これは未定稿のまま、浄書本は作成されなかった。
そののち、再度、200余度開催された歌合を集成したのが、「二十巻本歌合」である。12世紀初め、堀河天皇の命により、『和歌合抄』10巻が編集された。以後、『古今歌合』に増補、1127年（大治2年）頃、『類聚歌合』20巻となったとされる。前記の『民部卿行平家歌合』から1126年『摂政左大臣（忠通）家歌合』に至る200度超の歌合を20巻に編集した。この編集は『和歌合抄』以来太政大臣・源雅実と推定され、摂政・藤原忠通、源俊頼らが参加したとされている。成立は、元永・大治（1118年～1131年）頃とされているが、巻子装された料紙や筆跡等から、30年余を掛けて断続的に編纂が行われたとされている。
1938年（昭和13年）に当時寄託先の京都帝国大学図書館で、萩谷朴、鹿嶋正二によって発見紹介された現・陽明文庫蔵の二十巻本『類聚歌合』（書名「古歌合巻」）には、巻八に 「六条斎院物語合」が収められている。後朱雀天皇の皇女・禖子内親王が、天喜3年（1055年）5月3日、賀茂斎院で催した物語題歌合であった。この歌合には、『堤中納言物語』に収められている『逢坂越えぬ権中納言』の作中和歌が出詠され、詠者は「小式部」とあり、物語の作者名と成立時期が判明した。さらに、同歌合には『狭衣物語』の作者とされる六条斎院宣旨源頼国娘(源隆国妻とも）が『玉藻にあそぶ権大納言』(現在は散逸)の和歌を出詠しており、文学史上屈指の文献学的価値を有する。

## 校注
- 峯岸義秋「歌合集」 岩波文庫 1938年
- 峯岸義秋「歌合集」 朝日新聞社 1947 年(日本古典全書)
- 萩谷朴・谷山茂校注「歌合集」岩波書店、1965年（日本古典文学大系）